# MZ
MZ era un fabricante de motocicletas situado en Zschopau (Alemania). Son motocicletas de dos tiempos y escasa venta en su tiempo en España, no así en otros países donde son mayoritarias en mercados como Cuba.
MZ es un acrónimo, proviene de Motorradwerk Zschopau (Alemán significando Fábrica de Motocicletas en Zschopau) en la región de Erzgebirge de Sajonia; esta marca se denominó durante algunos años como MuZ que proviene de Motorrad und Zweiradwerk (del alemán motocicleta y fábrica de dos ruedas), hoy en día se vuelve a denominar MZ de nombre completo MZ Motorrad- und Zweiradwerk GmbH .

## Historia

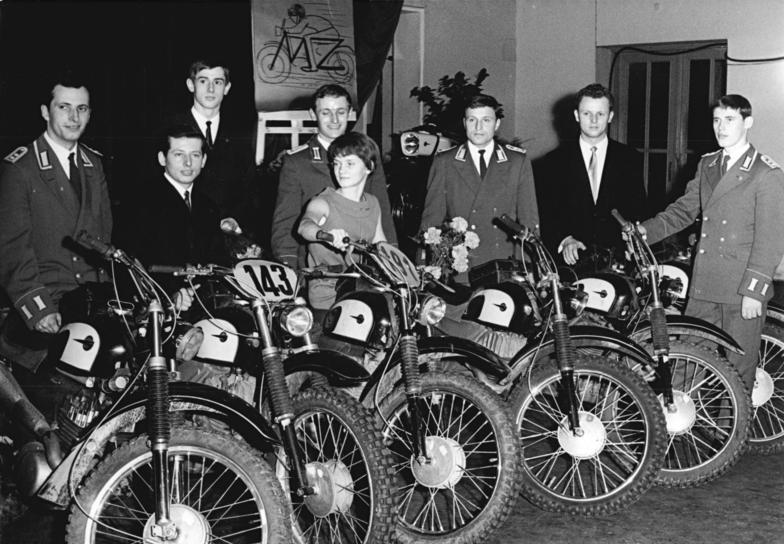
MZ International Six Days enduros, 1968.

- 1906 Jørgen Skafte Rasmussen (Dinamarca) compró una fábrica de tejido vacía en
- 1917 invento del Dampfkraftwagen (Del alemán Coche impulsado por vapor) también conocido por su marca registrada DKW
- 1920 bicicleta con motor
- 1923 renombrada como DKW
- 1927 Comienzan las actividades en competición
- 1928 DKW adquiera la fábrica Audi de Zwickau
- 1929 Se fabrican 60.000 motocicletas en la fábrica de Zschopau, y DKW es el mayor productor mundial de motocicletas
- 1931 Fabricación de pequeños coches DKW
- 1932 Se crea Auto Union, fundada por la unión de Audi, Horch, Wanderer y DKW.
- 1939 desarrollo del RT 125
- 1948 se renombra como IFA (una empresa de titularidad estatal en la RDA)
- 1950 La fábrica de Zschopau empieza la producción del modelo RT 125, desarrollado antes de la guerra, bajo la marca IFA (Industrieverwaltung Fahrzeugbau). Este modelo quedó exento de patente después de la guerra y fue también desarrollado en el Reino Unido, Estados Unidos, Japón, Italia y Alemania del Oeste.
- 1952 aparece la BK350, el primer motor de dos tiempos.
- 1956 La empresa es ahora denominada VEB Motorradwerk Zschopau, o su abreviación MZ.
- 1962 Se empiezan a fabricar los modelos ES 125 / ES 150. Hasta el año (2004) era el modelo más producido en la industria alemana de motocicletas. También fue la primera motocicleta con un faro asimétrico para las luces cortas.
- 1970 Se fabrica la motocicleta número un millón, una MZ ETS 250 Trophy Sport
- 1972 MZ se hace cargo de la fabricación de sidecares de la empresa Stoye.
- 1983 Se fabrica la motocicleta número dos millones, esta vez es una MZ ETZ 250. Con frenos de disco y sistema eléctrico de 12 voltios, MZ ha alcanzado los modernos estándares de fabricación de motocicletas.
- 1989 MZ cesa en la fabricación de sidecares.
- 1990 MZ es privatizada el 18 de diciembre de 1991.
- 1993 MZ entra en suspensión de pagos y la patente ETZ es vendida a la empresa turca Kanuni que sigue produciendo los modelos 251 y 301. Se crea la empresa MuZ con el resto de la firma.
- 1996 MuZ fue comprada por la empresa malaya Hong Leong
- 1999 La u finalmente se cae del nombre MuZ y queda otra vez como MZ.
- 2008 En diciembre MZ despide a los últimos 40 empleados, quedando tan sólo 9 para el suministro de repuestos.
- 2009 La marca es comprada por los expilotos Ralf Waldmann y Martin Wimmer. Comienza la producción del electrorroller Charly

En el año 1996 dejó de producir motocicletas de dos tiempos.y a comienzo de 2010 había dejado de producir.
La fábrica de Zschopau es una de las más antiguas del mundo dentro de las motocicletas, produciendo motos desde 1922. De los modelos más conocidos, podemos destacar las series 125/150 y 250, con las variantes ES, ETS, TS y ETZ. MZ también fue una de las pocas empresas que produjeron motocicletas con sidecar, aunque anteriormente a 1972 los sidecares fueron fabricados por Stoye.

## Competición
Las actividades en competición empezaron en 1927

### Motocrós

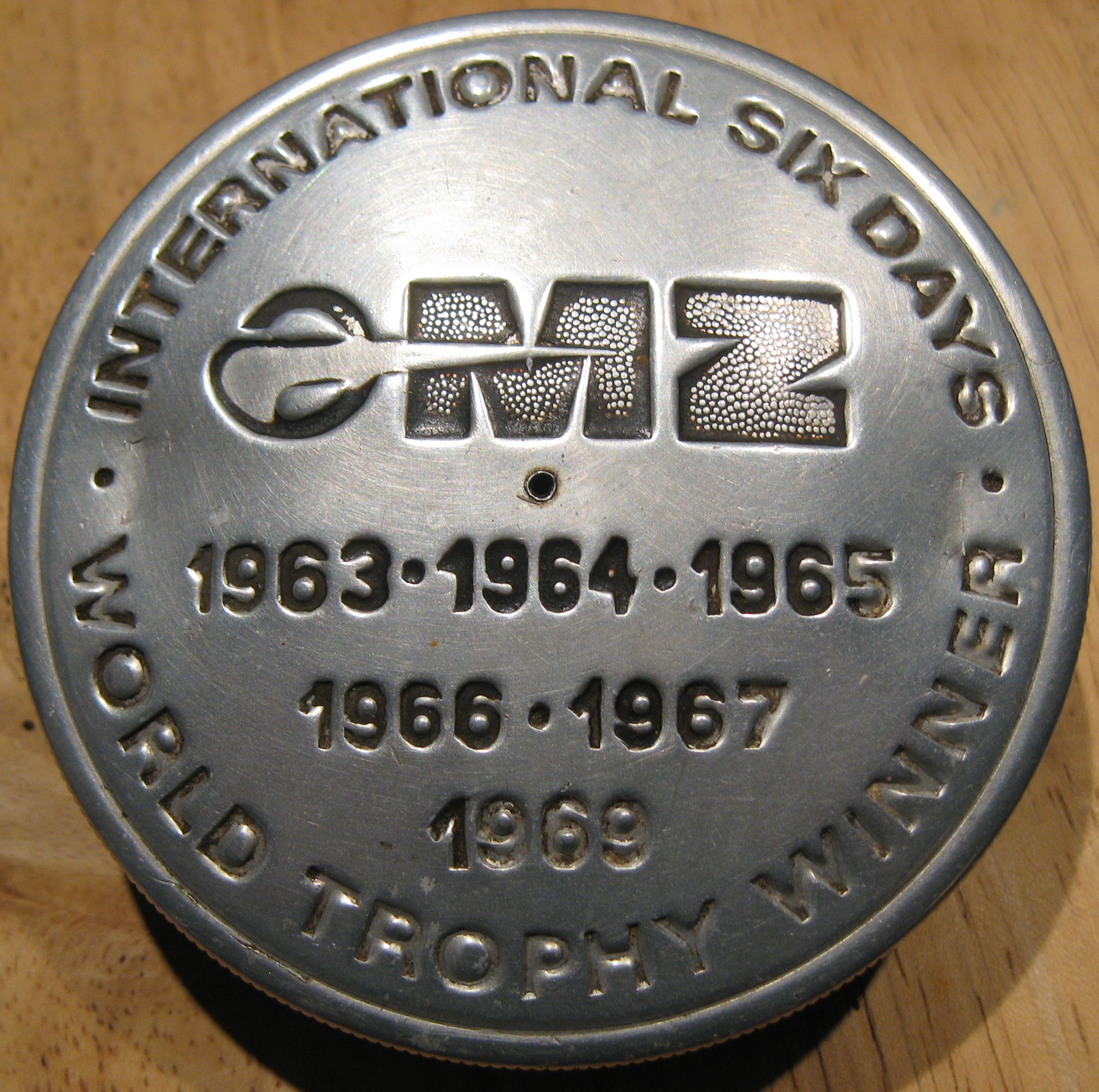
Resultados de International Six Days Trial.

Ganadora de los International Six Days Trial (considerado como los juegos olímpicos de la moto de fuera de carretera): 1963, 1964, 1965, 1966, 1967, 1969, 1987.

### Velocidad
- 1958 primera victoria en 125/250 cc y un subcampeonato en 250 cc
- La MZ de dos tiempos desarrollada por al ingeniero Walter Kaaden han influido en las motocicletas de velocidad durante décadas. Su revolucionario motor de dos tiempos fue ampliamente copiado en los años sesenta por empresas japonesas. Los motores Yamaha y Suzuki de dos tiempos solo llegaron a ser competitivos en competición después de hacerse con los secretos del diseño de MZ.

Desgraciadamenteel gobierno de la antigua RDA no apoyaba las aspiraciones en la competición de MZ. La huida al oeste del piloto de grandes premios Ernst Degner, hizo que muchos de los secretos se conociesem lo que originó el progresivo fin de los años de gloria de las motos de Kaaden.
- La Skorpion Sport de 660 cc monocilíndrica fue el modelo en el que se basaron copas de promoción de la propia empresa en varios países al final de la década de los 90. Este modelo es conocido por su manejo preciso. Es todavía un modelo popular en las carreras de club y de monocilíndricas. Su desaparición del catálogo de la empresa hace añorar este modelo por muchos aficionados. Su motor basado en Yamaha puede ser mejorado en un 150% respecto al original.
- En marzo del 2009 la empreza es comprada por los expilotos Ralf Waldmann y Martin Wimmer. La producción comienza, pero con el modelo base de la gama. El mini scooter eléctrico Charly. Los nuevos propietarios toman como iniciativa relanzar la marca en el área deportiva, aprovechan a última hora el abandono de uno de los equipos inscriptos en el Mundial de motociclismo en la categoría moto2. Así se forma el equipo llamado MZ Racing integrado por el piloto Anthony West, los propietarios y apenas un macanico. En la primera carrera el piloto australiano sufre una caída, pero en la segunda salida logra un meritorio 15º puesto, de mucho valor si se tiene en cuenta el reducido equipo y el poco tiempo de preparación.

- RT 125: fabricado entre 1939-1962 y desde 2000 a la actualidad

## Modelos de la última etapa
MZ fabricó en su última etapa una línea de motocicletas con motores de 125 cc de cuatro tiempos de diseño propio. La MZ 125 actual, tiene una potencia de 15 caballos (11 kW) y un par motor de 14 N·m. Es un motor refrigerado por agua con lubricación presurizada y cuatro vávulas por cilindro, arranque eléctrico y corte del encendido a 11000 rpm. Este es según las cifras oficiales el maotor más potente de cuatro tiempos y 125 cc de los producidos en grandes series y también ha probado su fiabilidad. Este motor se usa actuelmente (2007) en tres modelos, que también comparten el mismo chasis. El chasis está formado por tubos de acero con el motor en su parte inferior. Los cambios en la suspensión, frontal y equipamiento son los que producen los cuatro modelos relativamente distintos a pesar de la plataforma compartida. Los tres modelos tienen seis velocidades y frenos de disco en las dos ruedas.
MZ sigue usando también el robusto motor monocilíndrico Yamaha de 660cc en su modelo Supermoto 660. De orientación Supermotard.
El tope de la gama de MZ lo forman actualmente (2007) tres modelos de 1000 cc con motor bicilíndrico de fabricación propia de cuatro vávulas por cilindro y gran rendimiento.
MZ también tienen al año 2007 en su catálogo un quad y una minimoto eléctrica denominada Charlie.